# Julia (Band)
Julia war eine von 2000 bis 2009 bestehende Wiener Rockband.

## Name
Über den Ursprung des Bandnamens gibt es mehrere Gerüchte:
- der gleichnamige Beatles-Song soll Inspiration gewesen sein
- er stammt vom Vornamen der Ex-Freundin des Ex-Drummers der Band
- der Name sollte in der, im Metal verwurzelten, Anfangsphase einen „sanften Gegenpol“ bilden

## Geschichte
Julia wurde Anfang 2000 als Coverband gegründet. Im Programm waren Lieder von Bands wie Rage Against the Machine, Deftones und System of a Down. Ein Jahr später fingen sie an eigene Lieder zu schreiben. 2002 und 2003 veröffentlichte die Band die EPs Anti Depression Air Condition und Put to Sleep.
Mit ihrem im Januar 2004 erschienen Debütalbum Songs About Decay entwickelten sie sich zu einer Rockgröße in Österreich. Es folgten zusätzlich Touren in Deutschland und der Schweiz mit 4Lyn und Die Happy. Ermöglicht wurde dies auch durch die Begeisterung, die Julia durch ihren mal romantisch-melancholischen, dann wieder punkig-rockigen Stil beim österreichischen Alternativ-Radiosender FM4 auslösten. Vor allem die Singles Perfect und Estelle wurden häufig gespielt und befanden sich über 5 Wochen in den Top 20 von FM4. Außerdem wurde die Band für den Alternative-Award im Rahmen des österreichischen Musikpreises „Amadeus“ nominiert.
Im Jahr 2005 diente ihr Lied Beautiful mit neuem Text als offizieller Song der Eishockey-Weltmeisterschaft der Herren 2005, die in Wien und Innsbruck ausgetragen wurde. Bei der Eröffnungszeremonie trug Julia den Song vor und erreichte durch die TV-Übertragung ein Millionen-Publikum.

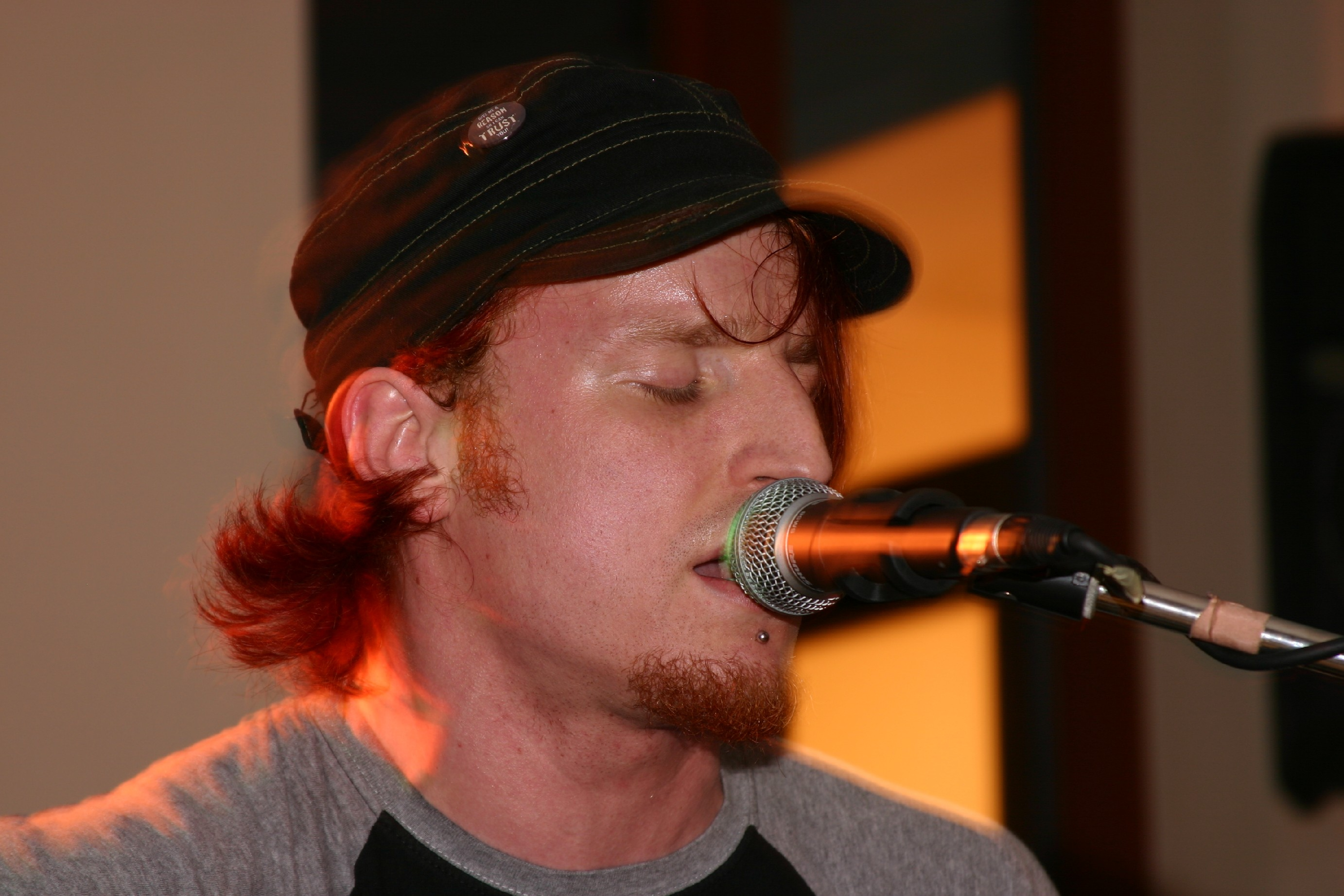
Matthias 'Koma' Kobold, Frontman der österreichischen Band Julia, bei einer privaten, vom Radiosender FM4 verlosten, Wohnzimmerparty.

Am 10. Februar 2006 wurde das zweite Studioalbum Sunrise veröffentlicht und verhalf der Band zu einer weiteren Steigerung ihres Bekanntheitsgrades. Inzwischen konnte die Band auch Auftritte auf großen Festivals wie dem Southside, Nova Rock oder Frequency absolvieren. Außerdem ging Julia im Juni 2006 auf kurze Deutschland-Tour mit Billy Talent.
The Scars We Hide, ihr drittes Studioalbum, wurde im Oktober 2008 veröffentlicht und unter dem Banner "Last Band Standing Tour" wurde ganz Österreich mit der befreundeten Band 3 Feet Smaller bespielt.
Am 12. Mai 2009 gab die Band über einen Newsletter ihre Auflösung mit Jahresende bekannt.
"Warum eigentlich die Auflösung? Das hat sehr viele Gründe und auch irgendwie keinen. Irgendwie war die Zeit reif. Für etwas Neues, für einen klaren Bruch. Halbherzig weitermachen wollten wir nicht, ein paar Gigs pro Jahr spielen, nur um unserer Egos willen, das macht ja auch keinen Sinn."
Im Dezember 2009 gingen Julia noch auf Abschiedstournee durch Österreich und spielten ihr letztes Konzert am 20. Dezember im WUK in Wien.

## Diskografie

### Studioalben
- 2004: Songs About Decay
- 2006: Sunrise
- 2008: The Scars We Hide

### EPs
- 2002: Anti Depression Air Condition
- 2003: Put to Sleep

### Singles
- 2002: Deeper Underground (Jamiroquai Cover)
- 2002: Perfect
- 2003: Estelle
- 2004: Beautiful
- 2005: Beautiful (Hockey Version) (offizieller Song der Eishockey-Weltmeisterschaft der Herren 2005)
- 2006: Technology
- 2006: Everlasting
- 2006: Crash Test Youth
- 2008: A Hell of a Speech

### Sonstiges
Kompilationen
- 2009: Unreleased & Lost (2001–2006)

Demos, Promos
- 2000: 3 Song Cover Demo (Promo-CD-R)
- 2001: Julia:Demo (Promo-CD-R): "Shout" (Demo) & "Outstretched" (Demo)
- 2002: Deeper Underground (Jamiroquai Cover) (Promo-CD-R)

DVD
- 2010: Destroying Something Beautiful